# Psałterz Henryka VIII
Psałterz Henryka VIII – iluminowany łaciński rękopis psałterza, sporządzony na początku lat 40. XVI wieku dla króla angielskiego Henryka VIII Tudora. Obecnie znajduje się w zbiorach Biblioteki Brytyjskiej (sygnatura Royal MS 2 A XVI), której został podarowany w 1757 roku przez króla Jerzego II.
Licząca 176 kart pergaminowa księga oprawiona jest w czerwony aksamit. Wykonana została przez pochodzącego z Francji Jeana Mallarda. Psałterz ma wymiary 205×140 mm i służył władcy do prywatnej dewocji.
W liście dedykacyjnym otwierającym księgę Mallard porównał Henryka VIII do biblijnego króla Dawida. Także część spośród 8 zdobiących psałterz miniatur przedstawia Tudora jako izraelskiego monarchę, m.in. grającego na harfie i czytającego w swojej sypialni. Na marginesach znajdują się sporządzone własnoręcznie przez Henryka adnotacje i uwagi, np. odnoszący się do przemijania życia fragment psalmu 37: Byłem dzieckiem i jestem już starcem (Ps 37,25) został opatrzony łacińskim komentarzem dolens dictum.